# Jésus (manga)
Pour les articles homonymes, voir Jésus (homonymie).
Jésus (イエス, Iesu) est un manga en 3 volumes créé par Yoshikazu Yasuhiko en 1997 et sorti en Europe en 2003. Une réédition est prévue en fin 2024.
Ce livre parle de Jésus de Nazareth prophète en Galilée, qui fut à l'origine du christianisme, mais vu sous le prisme de la vision japonaise (moins emprunt de religion). L'histoire est contée par Josué, jeune charpentier mais aussi espion pour le compte de Barabbas, qui deviendra au fil du temps l'un de ses disciples. La particularité de ce manga est que toutes les bulles émises par Jésus sont tirées de ses paroles dans les différents évangiles.

## Tome 1
Ce premier tome décrit les premiers pas de Jésus avant qu'il n'atteigne le Mont Tabor accompagné par quatre de ses disciples :
- chapitre 1 : Capharnaüm ;
- chapitre 2 : Nazareth ;
- chapitre 3 : Satan.

## Tome 2
Jésus décide de partir pour Jérusalem, car c'est là que l'on a besoin de lui. De la résurrection de Lazare, à la femme adultère, en passant par son propre baptême, Josué continue le récit. Il se souvient de son enseignement mais aussi des complots qui se forment, afin de tuer le messie :
- chapitre 4 : Jérusalem ;
- chapitre 5 : La fête de Souccot ;
- chapitre 6 : Pâques.

## Tome 3
Arrivé au jardin de Gethsémani, Jésus prononce ses dernières prédictions, avant de participer à la Cène et d'être trahi par Judas l'un de ses disciple qui le livre aux Romains contre 30 pièces d'argent. Le piège se referme sur le messie. Au terme d'un procès éclair, il est condamné à être crucifié tout comme Josué. La prophétie concernant sa résurrection se réalisera-t-elle ?
- chapitre 7 : Gethsémani ;
- chapitre 8 : Résurrection.